# ホスロー1世

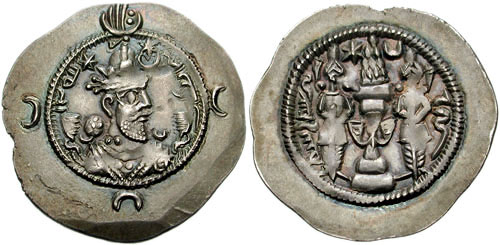
ホスロー1世

ホスロー1世（Khusrau I, Khosrow, ? - 579年）は、サーサーン朝ペルシア帝国の第21代君主（シャーハーン・シャー、在位：531年 - 579年）。先代カワード1世の息子。王族同士の内戦を終息させた父カワードの政策を受継ぎ、メソポタミアをはじめ領土内の耕地開発を行って国力を増強させ、ソグド、突厥、アフガニスタンなど中央アジア方面や東ローマ帝国などへの対外遠征も積極的に行った。
サーサーン朝時代の中期ペルシア語による表記では 'nwsk| lwb'n| hwslwḇ| kw't'n| （anōšag-ruwān Χusraw/Husraw Kawādān 「カワードの子ホスロー、不死なる魂を持つ者」の意味）とある。『テオファネス年代記』などの東ローマ帝国側のギリシア語資料では Χοσρωες Chosroes 、イスラームの聖典クルアーンや年代記をはじめとするアラビア語では كسرى Kisrā'、近世ペルシア語では خسرو Khusraw/Khosrow と呼ばれる。特にイスラーム以降の近世ペルシア語やアラビア語の資料では「公正なるホスロー・アヌーシールワーン」（خسرو انوشيروان عادل Khusraw Anūshīruwān ‘Ādil）と呼ばれ、彼の治世にまつわる伝承は歴代諸政権から「公正なる名君の模範」とされた。ホスロー1世の尊称はアラビア語でアヌーシールワーン（انوشيروانAnūshīruwān）、ペルシア語ではさらにその訛音としてヌーシルラワーン（نوشيروان Nūshīrawān）などと呼ばれたが、これらは本来、中期ペルシア語でアノーシャグ＝ルワーン（anōšag「不死の/不滅の/永遠の」＋ruwān「霊魂」）の音写である。

## 生涯

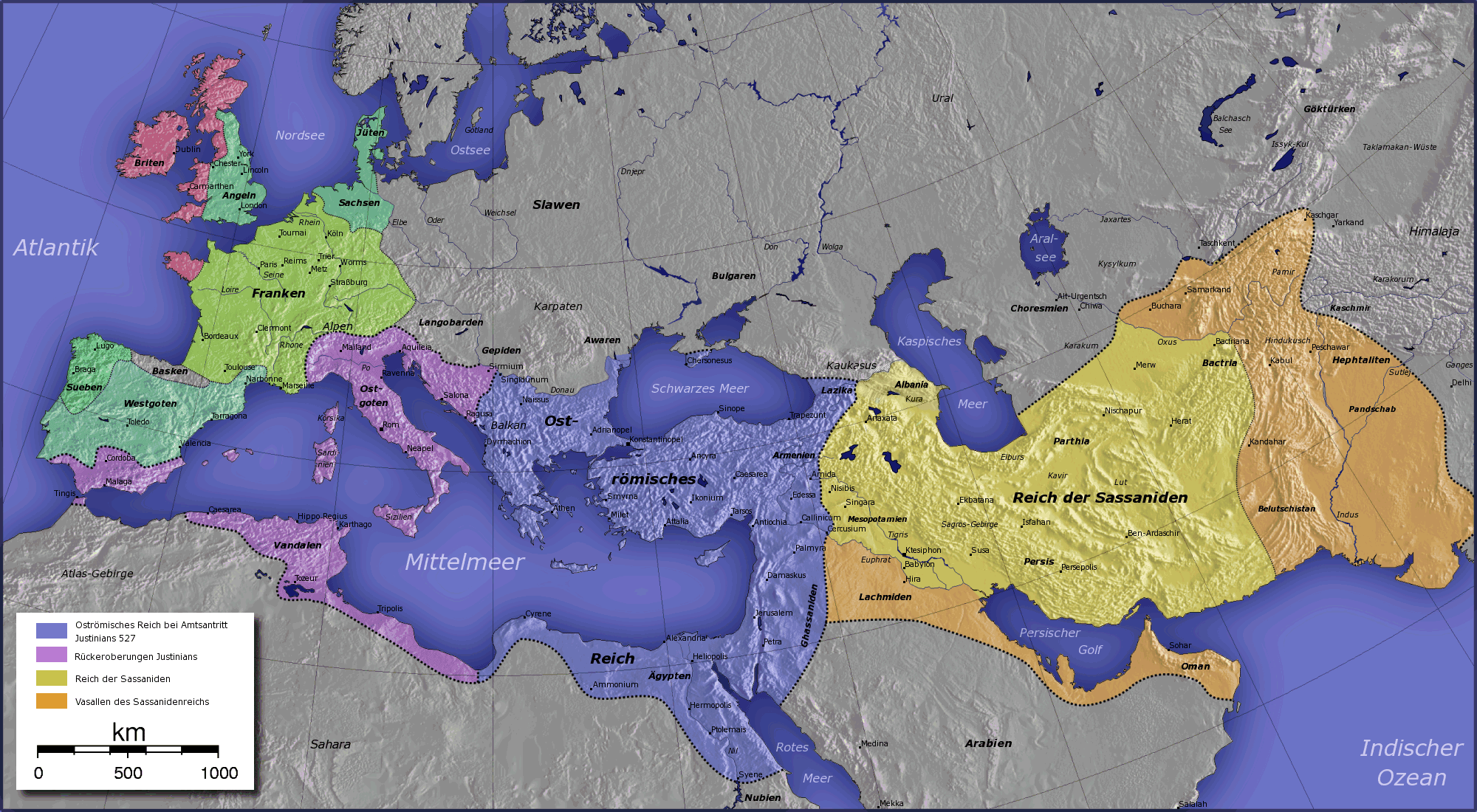
東ローマ帝国（青）とサーサーン朝（黄）の版図

531年に即位する。この時代、サーサーン朝は相次ぐ対外戦争などで国内が荒廃して衰退の兆しを見せていたため、ホスロー1世はこの再建に取りかかった。まず、土地台帳を作成して徴税を整備・強化した。さらにバビロニア地方に大々的な大運河の建設・修復を行なった。また、サーサーン朝は東西交通の要衝にあったが、ホスロー1世はこれに目をつけた。交通路や都市を整備し、交易による繁栄をもたらしたのである。また、宗教においては父の代から社会不安を増長していた新興宗教のマズダク教を徹底的に弾圧して根絶させた。自らはゾロアスター教徒であったが、異教徒であるキリスト教徒などに対しては寛容な態度で臨み、国内の安定に努めている。
対外面においては東ローマ帝国のユスティニアヌス1世（大帝）と戦い（ラジカ戦争）、562年にアンティオキアで東ローマ帝国軍を破って優位に立ち、自国有利の和平条約を締結した。エフタルとの戦い（エフタル・ペルシア戦争）では、557年に突厥西面の室点蜜と共同でブハラの戦いに勝利し、さらに567年にはバクトリア地方まで勢力を拡大。570年にはイエメン地方（アラビア南部）に勢力を拡大し（エチオピア・ペルシア戦争）、当時ここを支配していたエチオピア人を追い払った。

## 功績

### 文化
ホスロー1世は文化面でも功績を残した。ホスロー1世自身が教養に秀でた文化人だったこともあり、様々な国から書物、文芸品などを多く取り入れて、イラン文化に東西文化を融合させた独特のペルシア文化を築き上げた。東ローマ帝国のユスティニアヌスがアカデメイアを閉鎖した際、東ローマ帝国から流出したギリシア知識人を保護したり、イラン南西部のジュンディーシャープールに研究所を設置し、古代ギリシアの学術をシリア語に翻訳させたことも後代に大きな影響を与えた。
ホスロー1世の時代、金や銀、ガラスでできた工芸品や岩に掘られた壁画などが大いに栄えた。そして、その優れた工芸品が欧州や中国に輸出され、世界各国に大きな影響を与えた。日本においても、正倉院宝物などにサーサーン朝の影響を受けた工芸品がある。
579年にホスロー1世は死去した。この時代のサーサーン朝は黄金時代と称されている。その時代の繁栄を示すものとして、大英博物館に純金で作られたホスロー1世の皿がある。しかしホスロー1世の死後、サーサーン朝は内乱と東ローマとの抗争で疲弊、衰退してゆく。

### 哲人王
ホスロー1世は哲学と知識の重要なパトロンとして知られた。シールト年代記の見出しにはこう書かれている: 
ホスローは哲学の教育をカルドゥの聖職者マル・バル・サンマと哲学者ペルシア人のパウロのもとで学んだとされる。
ユスティニアヌス大帝が529年に(ネオプラトニズムの牙城となっていた)アカデメイアを閉鎖した際それによって生じた亡命者をホスロー1世が自国に受け入れた。彼はインドの哲学、科学、数学、医学に大いに関心を抱いた。そのためインドの宮廷に大使団と進物を何度も送り、それと引き換えに哲学者を派遣してペルシアで教授に当たらせるよう願い出た。ホスローによってギリシア語、サンスクリット、シリア語の原典から中世ペルシア語への多数の翻訳がなされた。ホスロー1世はプラトンの哲学に関心を持っていたためにギリシアの難民たちを自国に受け入れ、それによって彼らから「(プラトンの言う)哲人王」の異名を贈られることになった

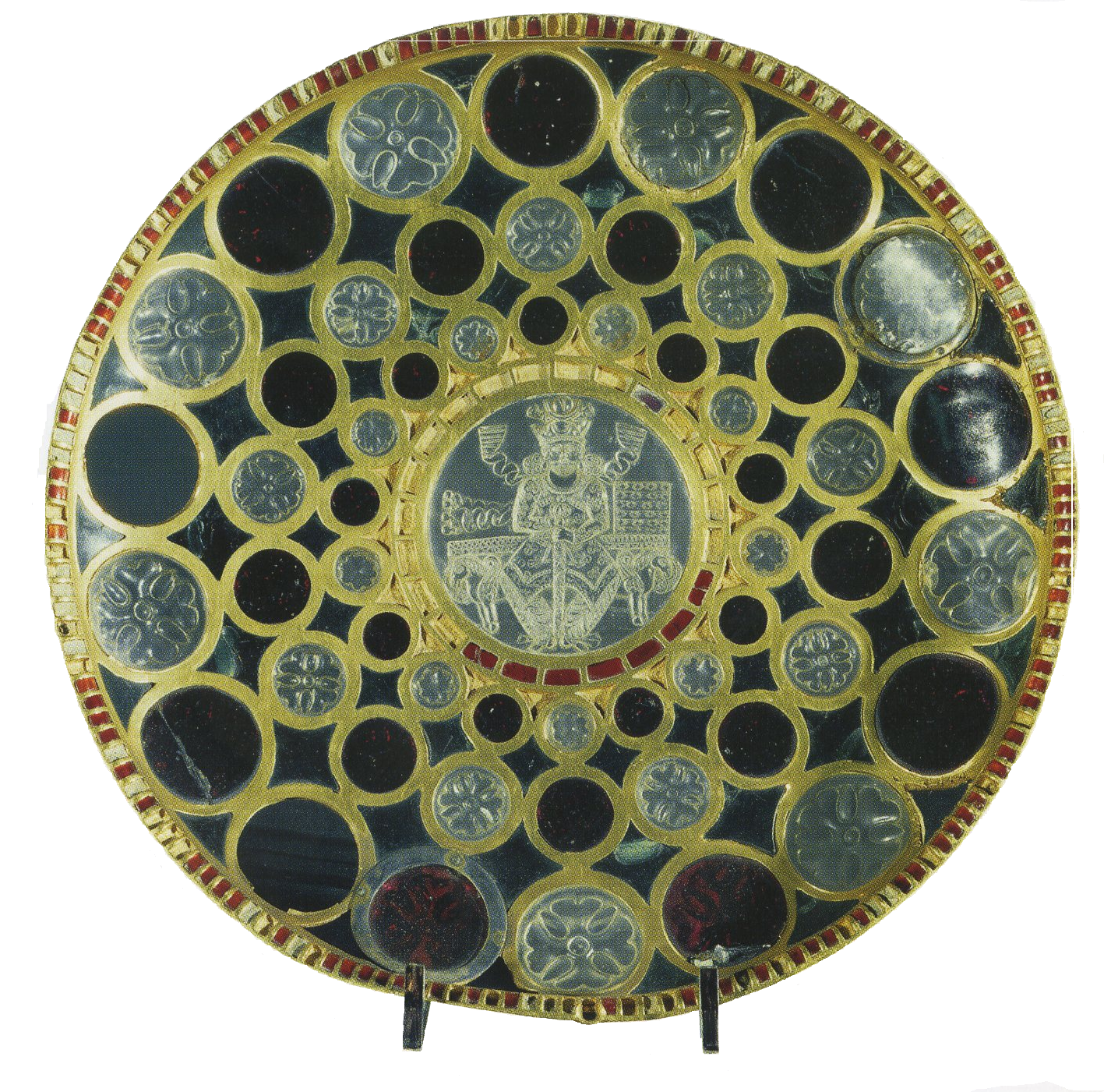
ホスロー1世を描いたササン朝時代の大皿

ギリシア、ペルシア、インド、アルメニアの伝統的な学問がササン朝時代に統合された。この統合の結果として、ビーマーレスターンの名で知られる、病理学に基づいて隔離するという概念を紹介した最初の病院が生まれた。ギリシアの薬理学がイランやインドの伝統的な医術と融合し、医学が顕著に発展した。歴史家のリチャード・フライによれば、このように大量の知識が流入することでホスローの治世からそれ以降にかけてルネサンスが起こったという。
チェスやバックギャモンといった知的遊戯によってホスローと「インドの大王」との外交関係が証明され、また祝福された。インドの王のワズィールがホスローに対する楽しい、遊び心のある挑戦としてチェスを発明した。このゲームは以下の手紙とともにイランに送られた: 「陛下におかれましては王の王という称号を帯びていらっしゃるのですから、私どもの上に君臨するという陛下の皇帝としての地位によってあなたの国の賢者は私どもの国の者より賢いことが示されるのでしょう。このチェスゲームの説明を私どもへお送りになるか私どもに収益と捧げものを贈るか。」ホスローの大宰相はこの謎を解くことに成功し、チェスの遊び方を理解した。応答としてこの賢い宰相はバックギャモンを作り出し、送られたのと同じ手紙とともにインドの宮廷に送った。インドの王はこの謎を解くことができず、貢物を送らなければいけなくなった。

#### ジュンディーシャープール学院
ホスロー1世はジュンディーシャープール市にあったジュンディーシャープール学院を創建、もしくは大いに発展させたことで知られている。ペルシアでの非宗教的な学問・研究の発展について、先行王朝の系統には歴史的証拠が見つかっているが、それとは別に、ササン朝支配の初期にはすでに体系的な活動がなされていたという報告がある。中世ペルシア語で書かれた百科事典デーンカルドには、シャープール1世の治世にこの種の記述が集められてアヴェスターに加えられたことが記されている。また、3世紀のササン朝初期の宮廷における旺盛な思索・議論がこれらの記述に反映されているという。
ジュンディーシャープール学院が創建されたことで哲学、医学、自然学、詩学、修辞学、天文学がペルシアの宮廷に紹介された。いくつかの歴史家の記述によれば、この著名な学術の中心地はギリシアからやってきた亡命者たちに彼らの学問を研究し共有する場を与えるために創建された。ジュンディーシャープール学院はペルシアとアラムの伝統に加えてギリシアとインドの科学が混じり合う焦点となった。ジュンディーシャープール学院によって紹介されたコスモポリタンの概念は近代の研究の触媒となった。